# Бюсвиллер
Бюсвиллер (фр. Buswiller) — коммуна на северо-востоке Франции в регионе Гранд-Эст (бывший Эльзас — Шампань — Арденны — Лотарингия), департамент Нижний Рейн, округ Саверн, кантон Буксвиллер.
Площадь коммуны — 2,3 км², население — 201 человек (2006) с тенденцией к росту: 235 человек (2013), плотность населения — 102,2 чел/км².

## Население
Население коммуны в 2011 году составляло 190 человек, в 2012 году — 213 человек, а в 2013-м — 235 человек.
| 1962 | 1968 | 1975 | 1982 | 1990 | 1999 | 2006 | 2008 | 2011 | 2012 | 2013 |
| ---- | ---- | ---- | ---- | ---- | ---- | ---- | ---- | ---- | ---- | ---- |
| 210  | 201  | 170  | 169  | 189  | 170  | 201  | 193  | 190  | 213  | 235  |

Динамика населения:

## Экономика
В 2010 году из 120 человек трудоспособного возраста (от 15 до 64 лет) 97 были экономически активными, 23 — неактивными (показатель активности 80,8 %, в 1999 году — 69,8 %). Из 97 активных трудоспособных жителей работали 95 человек (53 мужчины и 42 женщины), двое мужчин числились безработными. Среди 23 трудоспособных неактивных граждан двое были учениками либо студентами, 16 — пенсионерами, а ещё 5 — были неактивны в силу других причин.

## Достопримечательности (фотогалерея)

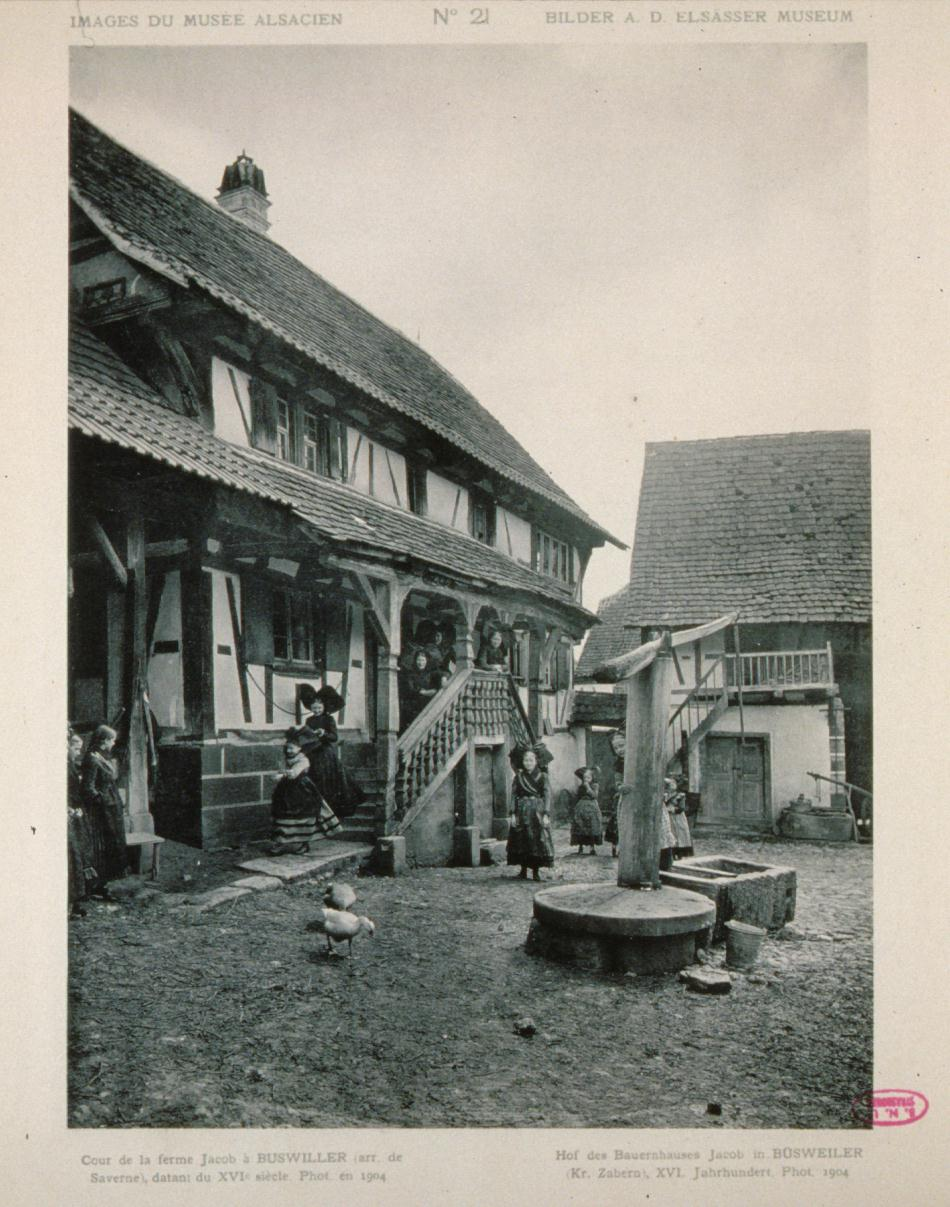
Ферма Якоба (фото, 1904)
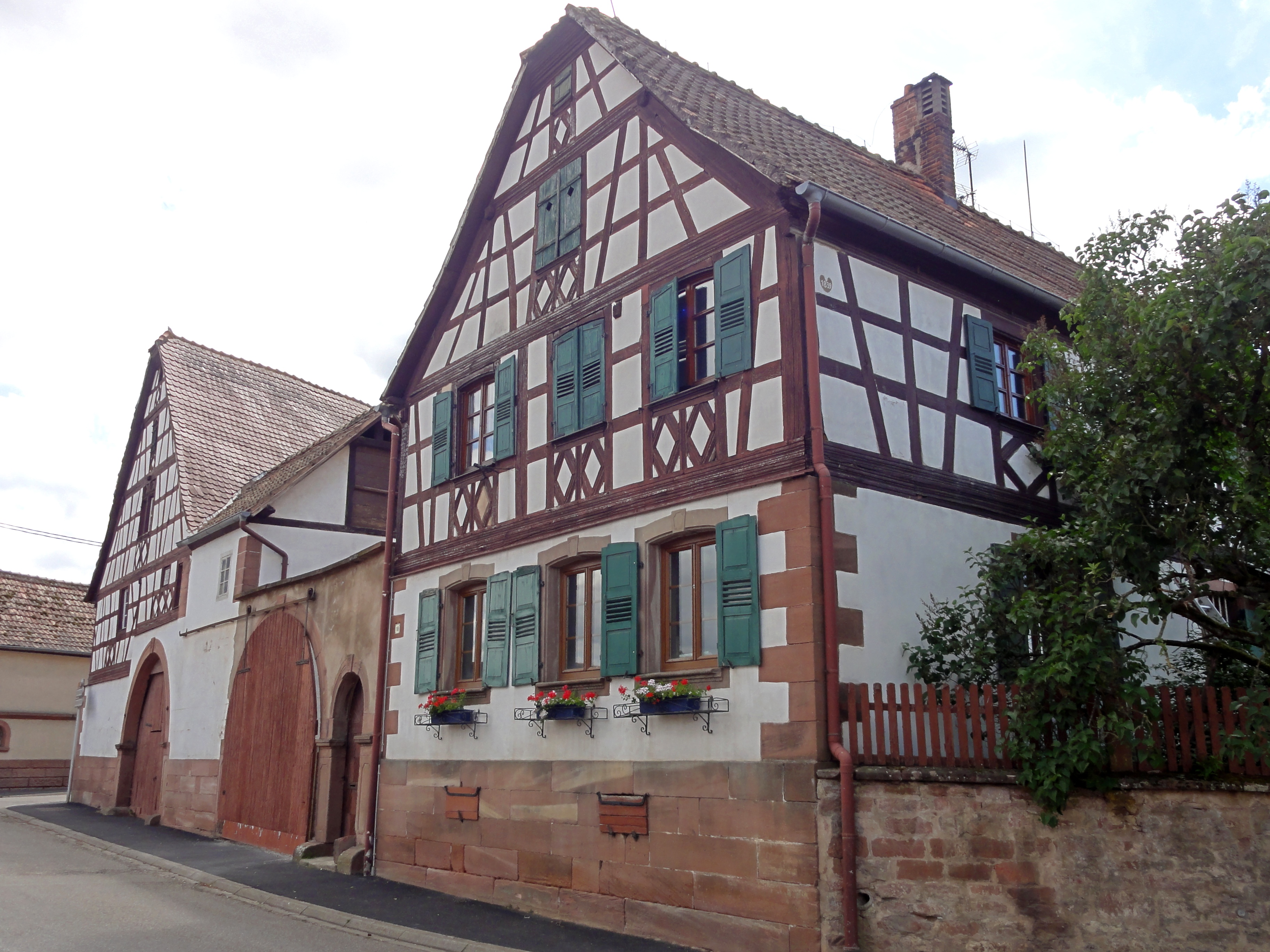
Фахверковый дом
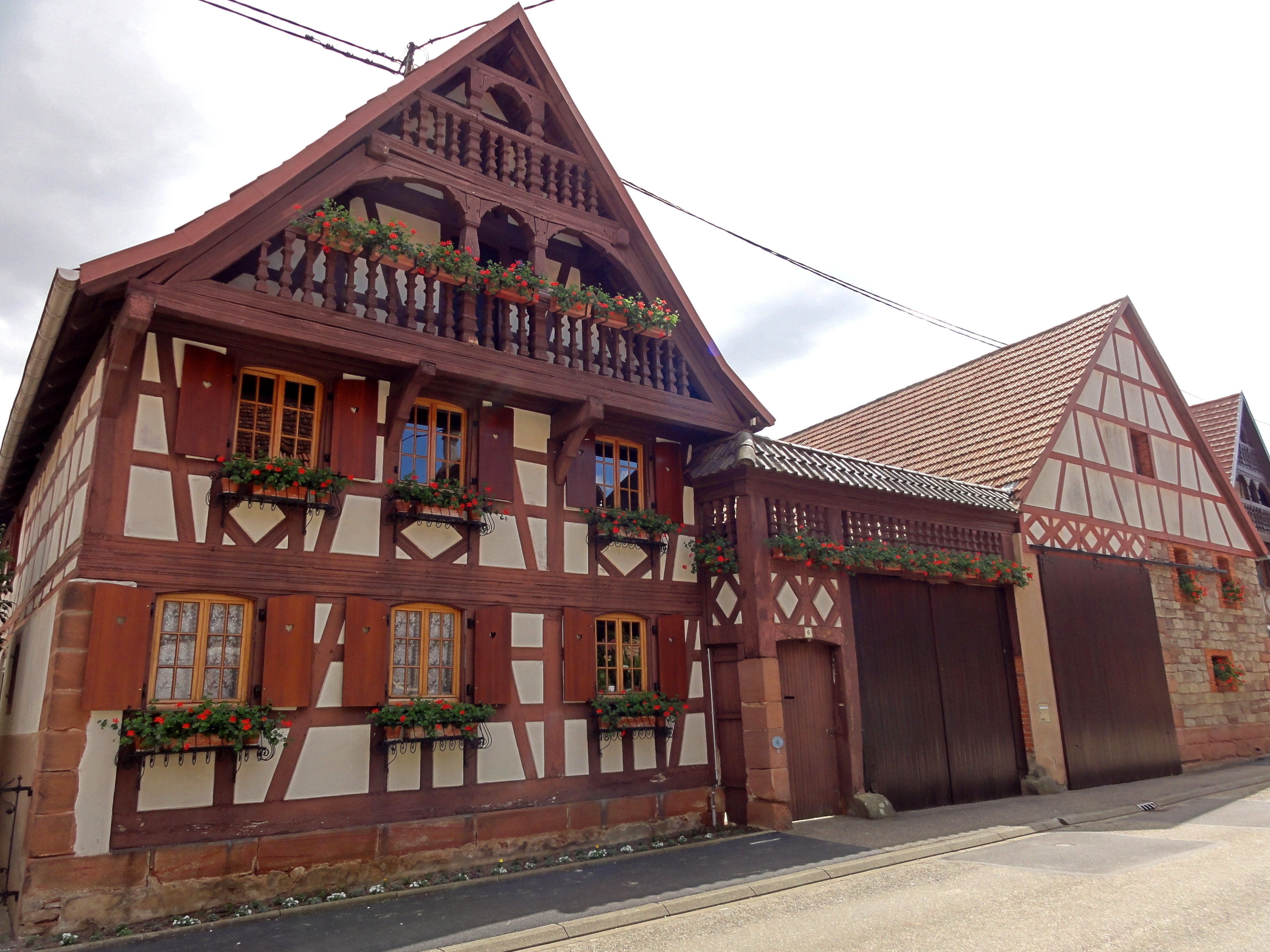
Фахверковый дом
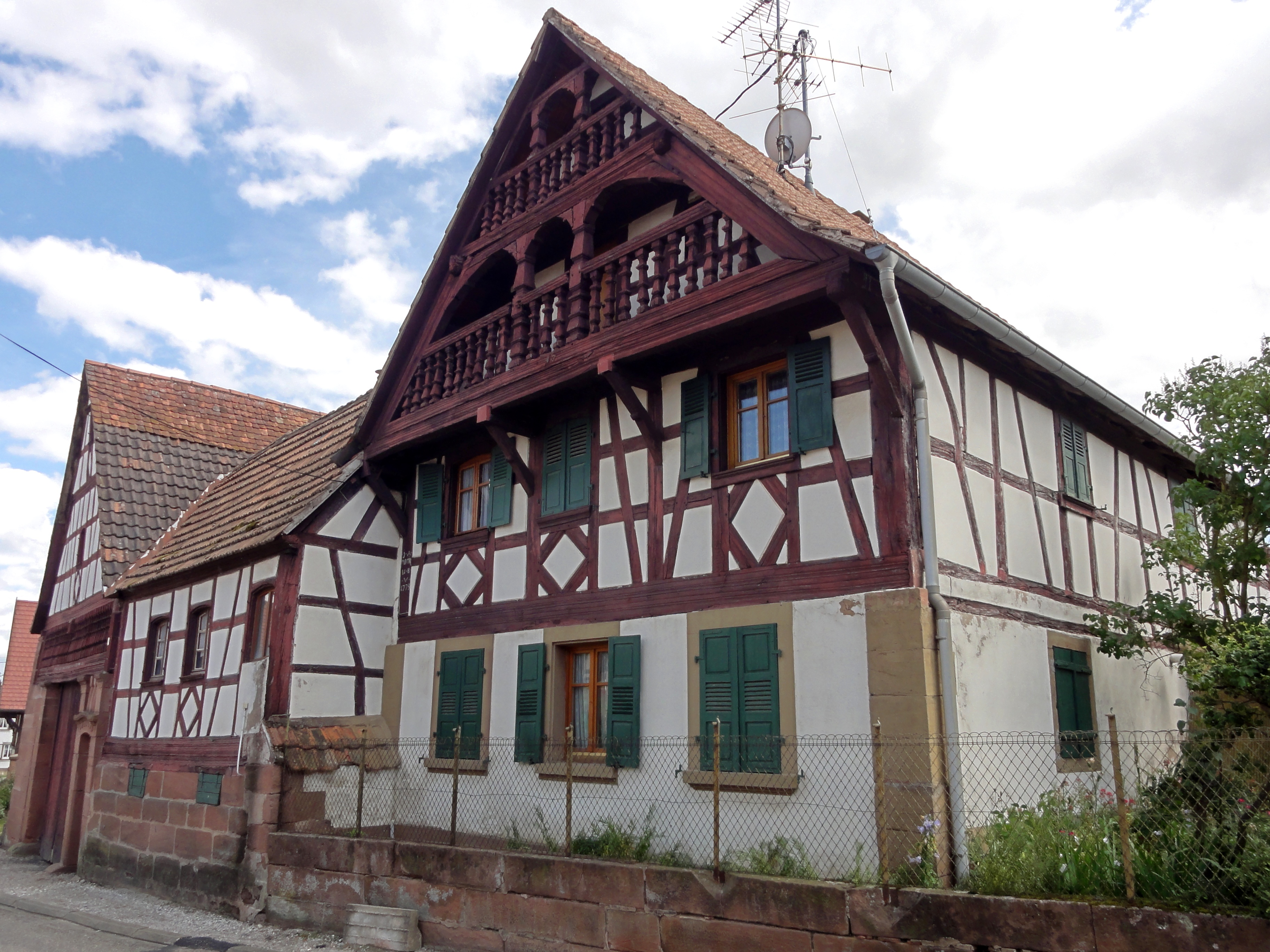
Фахверковый дом